# Nate Torrence
Nathan Andrew "Nate" Torrence (nascido em 1 de dezembro de 1977) é um ator e comediante americano que é conhecido por seus papéis em vários anúncios de televisão. Torrence também já teve papeis em várias séries de TV e filmes, como Hello Ladies e She's out of my league.

## Infância e educação
Torrence nasceu em Canton em Ohio onde começou a sua educação. Torrence estudou na Hiland High School em Berlim em Ohio e passou a freqüentar Kent State University: Campus Stark. Torrence começou a excursionar em uma equipe de comédia chamada Corn, Beef and Cabbage onde escrevia, improvisava e realizava diversas paródias com seus irmãos mais velhos Jay e Josh e uma amiga chamada Ruth.

## Carreira
Torrence já apareceu em programas de televisão , incluindo CSI: Crime Scene Investigation, Malcolm in the Middle , How I Met Your Mother, Las Vegas, House MD e Ghost Whisperer. Ele teve um papel recorrente como Dylan Killington no drama da NBC Studio 60 on the Sunset Strip e interpretou Romano Cohen na série Mr. Sunshine , um substituto midseason para a temporada 2010-11. Também teve participação em um dos episódios da 11ª Temporada de Supernatural (série). 
Ele também apareceu em vários outros comerciais, inclusive para a Enterprise Rent-A-Car, Volkswagen, Golden Grahams, H-E-B e NFL.com.
Ele dubla Chuck na série animada Motorcity.

## Ligações Externas
- Nate Torrence. no IMDb.